# Acoblament vibrònic
S'anomena  acoblament vibrònic  (en molècules discretes) o  acoblament electró-fonó  (en sistemes de cristalls o sistemes bi - o tridimensionals) a la interacció entre estats electrònics i estats vibracionals (o fonons). Se l'ha anomenat també  efecte pseudo-Jahn-Teller , per la seva relació conceptual amb el conegut efecte Jahn-Teller.
Aquest acoblament té conseqüències perceptibles en les propietats òptiques, magnètiques i de localització-deslocalització electrònica en la molècula. Òpticament, la banda de intervalencia que presenten els composts de valència mixta es fa més complexa i adquireix una estructura per l'acoblament vibrònic. També l'acoblament magnètic es veu afectat, si hi ha electrons desaparèixer en el sistema. Depenent del tipus d'acoblament vibrònic que predomini, la deslocalització electrònica es pot veure intensificada o esmorteïda.

## Models d'acoblament vibrònic
S'han desenvolupat diversos models per a la descripció de l'acoblament vibrònic, entre ells:
- Model de Hush: Relativament senzill, descriu les conseqüències òptiques d'acoblament vibrònic, i relaciona la posició i la intensitat de la banda de intervalencia amb paràmetres microscòpics.
- Model de Piepho-Krausz-Schatz (PKS): Es basa en les vibracions locals, al voltant del centre electroactiu. És un tractament quàntic, de manera que genera funcions d'ona explícites.
- Model de Piepho: Es basa en les vibracions que modifiquen les distàncies entre els centres electroactius. És un tractament quàntic, de manera que genera funcions d'ona explícites.[5]